# Psyttalia phorelliae
Psyttalia phorelliae är en stekelart som först beskrevs av Wilkinson 1929.  Psyttalia phorelliae ingår i släktet Psyttalia och familjen bracksteklar. Inga underarter finns listade i Catalogue of Life.